# IC 1052
IC 1052 — галактика типу SBc () у сузір'ї Волопас.
Цей об'єкт міститься в оригінальній редакції індексного каталогу.